# Anuixtigin
Anushtigin Garčai (o Anuixtiguín Garjai) fou un esclau turc dels seljúcides, al segle xi sota Màlik-Xah I i Barkyaruq. La nisba de Garčai està relacionada probablement amb Garčistan al nord-oest de l'Afganistan.
El 1042 el fill de l'oghuz Yabghu Xah Màlik de Jand que s'havia apoderat de Coràsmia va haver de fugir d'aquest territori que fou ocupada pels seljúcides. El 1066 quan Alp Arslan va nomenar al seu fill Malik Shah com l'hereu i va distribuir els governs provincials, corresponen el de Coràsmia a Arslan Arghun, germà d'Alp Arslan. Anushtigin apareix per primer cop el 1073 quan el sultà va enviar un exèrcit dirigit per Gümüshtigin Bilge Beg i Anushtigin per recuperar el territori al nord de l'Afganistan que temporalment havia recuperat el gaznèvida Ibrahim ibn Masud. Sembla que exercia com a tastdar (encarregat de rentar i guardar la coberteria reial) i amb aquest títol fou enviat el 1077 a governar Coràsmia. No se sap quant de temps va exercir; Ibn al-Athir diu que Izz al-Mulk, fill del gran visir Nizam al-Mulk, va ser governador de Coràsmia en algun moment abans del 1093. El 1097 apareix un governador de Coràsmia de nom Ekindji ben Kodjkar, amb el títol de xa de Coràsmia, però va morir al cap de pocs mesos assassinat, i el títol i govern fou confiat per Barkyaruq al fill d'Anushtigin, Kutb-ad-Din Muhammad (Gharjai) originant la Dinastia Anuixtigínida.